# Thiệt Thành Liễu Đạt
Thiền sư Thiệt Thành Liễu Đạt (寔誠了達; ? - 1823), còn gọi là Hòa thượng Liên Hoa (蓮花) là một thiền sư Việt Nam, thuộc đời thứ 35, phái Lâm Tế trong lịch sử Phật giáo Việt Nam.

## Hành trạng
Sách Thiền sư Việt Nam ghi không biết tên họ thật và quê quán của Sư, chỉ biết Sư là đệ tử của Hòa thượng Minh Vật Nhất Tri, và có lẽ đã qui y với hòa thượng này ở chùa Kim Cang (Bình Thảo, Đồng Nai).
Tuy nhiên, theo nhà nghiên cứu Huỳnh Minh, thì Thiền sư Liễu Đạt, húy Thiệt Thành, vốn là người Hoa, giỏi võ nghệ, lòng dạ cương trực, đã từng giết nhiều tham quan ô lại. Về sau, ông theo phái Lâm Tế, rồi đến tu ở chùa Từ Ân .
Theo Bulletin des Amis du Vieux Huê - BAVH, Tập 3 (Juillet-Septembre), 1915, trong bài La Pagode Quấc-Ân (10) - Les Divers Supérieurs do linh mục Léopold Cadière viết, trang 308, 309, ghi:
"Sự trùng tu chùa Quấc-Ân ở Huế lúc trước (chùa Quốc Ân) được gắn liền với tên của một vị công chúa nhà Nguyễn, Công chúa Ngọc Tú (玉琇) hay Long Thành Công chúa (隆城公主). Bà là con cùng mẹ và là chị cả của vua Gia Long. Bà đã theo mẹ là Hiếu Khang Hoàng Thái Hậu và cả triều đình vào Nam khi Bắc quân đến Huế. Bà được gả cho Cai Cơ Lê Phúc Điển (黎福日典). Ông ta đã chiến đấu dũng cảm với quân Tây Sơn, rồi bị bắt và bị giết. Bà mất chồng khi còn trẻ, không có con và không muốn tái giá. Bà hay đi lễ chùa Từ Ân (慈恩寺), ở đây Trú Trì Liên Hoa (蓮花), còn gọi là Thiệt Thành (寔誠) hay Liễu Đạt (達) khuyên nên giữ Tam Quy (三皈), Ngũ Giới (五戒). Vị sư này, quê ở vùng quanh Huế chăng? Ông ta có tu tại chùa Quấc Ân trong vài năm chăng? Dầu sao đi nữa thì theo các tài liệu biên niên còn lưu trữ ở chùa, Hòa Thượng Liên Hoa có dặn dò bà, khi nào hoàn cảnh cho phép trở về Huế, thì đừng quên lo cho chùa Quấc Ân. Bà về Huế khoảng năm 1801 và mất năm 1823, thọ 65 tuổi. Năm 1805, bà chỉ định hai Đại Sư Trí Hải (智 海) và Chính Văn (正聞) xây lại chùa Quấc-Ân, cùng triệu tập một số Tăng Chúng cho chùa. Nhân đó, bà cúng 300 quan tiền. Ngôi chùa mới khá đơn giản. Theo sự đồn miệng, thì đó cũng chỉ là một am tranh, nhưng dầu sao, tác phẩm của Ngài Nguyên Thiều đã được hồi sinh. Vì thế, tên của Trú Trì Liễu Đạt và Công Chúa Long Thành được ghi một cách trịnh trọng trong sổ ghi danh các vị Sư và các ân nhân của chùa. Người ta còn giữ lại ở chùa 5 bức chân dung. Các chân dung được đặt ở bàn thờ dành cho các danh sư đã tu tại chùa, trong đó có chân dung của Ngài Liễu Đạt, còn gọi là Liên Hoa...."
Long vị của Hòa thượng và thần vị của Công chúa được thỉnh kề nhau ở bàn thờ Tổ, chùa Từ Ân, quận 6, Thành phố Hồ Chí Minh do hai vị đã có công lớn với chùa, và đã tu học ở chùa trong cùng một khoảng thời gian. Và có thể các long vị và thần vị được xếp đặt theo thứ tự thời gian tại bàn thờ Tổ, tuy Công chúa Long Thành chỉ thường xuyên đến tu học ở chùa trong một thời gian ngắn.